# 1120 (szám)
Az 1120 (római számmal: MCXX) az 1119 és 1121 között található természetes szám.

## A szám a matematikában
A tízes számrendszerbeli 1120-as a kettes számrendszerben 10001100000, a nyolcas számrendszerben 2140, a tizenhatos számrendszerben 460 alakban írható fel.
Az 1120 páros szám, összetett szám. Kanonikus alakja 25 · 51 · 71, normálalakban az 1,12 · 103 szorzattal írható fel. Huszonnégy osztója van a természetes számok halmazán, ezek növekvő sorrendben: 1, 2, 4, 5, 7, 8, 10, 14, 16, 20, 28, 32, 35, 40, 56, 70, 80, 112, 140, 160, 224, 280, 560 és 1120.
Az 1120 két szám valódiosztó-összegeként áll elő, ezek az 1274 és a 2234.

## Csillagászat
- 1120 Cannonia kisbolygó